# أدب سرياني

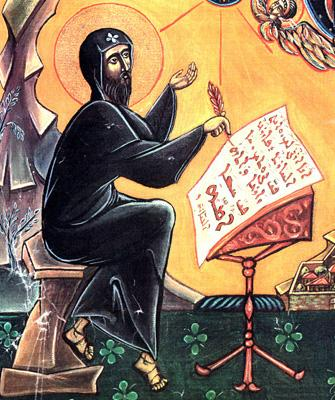
مار أفرام السرياني الملقب بقيثارة الروح.

تعود أقدم النصوص الأدبية الأكدية التي انتشرت في الدول المدنية الآشورية بشمال ما بين النهرين إلى الألف الثاني قبل الميلاد وكانت أغلبها نصوص حكمية وفلسفية، ومن أهم هذه الأعمال «أراد ميتنغرني» (حوار في التشائم) و-«لدلل بيل نمقي» (سأبجل رب الحكمة)، والتي تميزت بأسلوب شعري حواري بين شخصيتين رئيسيتين.
بينما يعتبر الوزير الآشوري أحيقار أول من ألف كتب الحكمة باللغة الآرامية. ويعد كتاب حكم أحيقار (حوالي 500 ق.م.) أهم ما يعزى إليه، ويحتوي هذا الكتاب على مجموعة من الأقوال والحكم بعضها ذو أصل فارسي وبابلي.

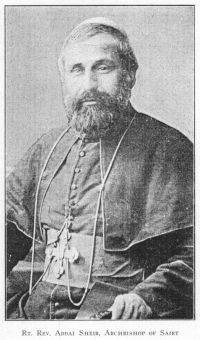
أدي شير عام 1902

قام نبي الديانة المانوية ماني بتأليف الجزء الأعظم من كتبه باللغة السريانية. غير أن الجزء الأعظم من الأدب الآرامي/السرياني ظهر بعد انتشار المسيحية في القرن الثاني. ويعتبر برديصان (154-222) من أوائل الشعراء والفلاسفة السريان، فألف العديد من الكتب والمواعظ والمحاججات في الدفاع عن المسيحية وتفنيد بعض العقائد الغنوصية. كما يعد أفرام السرياني من أهم الأدباء المسيحيين على العموم في القرون المسيحية الأولى، حيث كتب العديد من الأشعار المسماة بال-«مِمرِ» (ܡܐܡܪܐ) وهي مستلهمة من أمور يومية وذلك لتقريبها من أذهان العامة. كما كتب العديد من التفاسير الإنجيلية التي استعملت لاحقا من قبل معظم المذاهب المسيحية. وشهد العصر الذهبي للأدب السرياني في القرنين الرابع والخامس نشوء عدة مدارس سريانية اهتمت بالاهوت والفلسفة والعلوم الطبيعية كما في الرها ونصيبين وجنديسابور. وظهرت عدة أسماء في مجال الأدب السرياني في هذه الفترة مثل نرساي ويعقوب السروجي ويعقوب الرهاوي.
كما شهدت فترة سيطرة الخلافة العربية الإسلامية ظهور أسماء هامة أخرى مثل ميخائيل الكبير (1126-1199) الذي ألف موسوعة بالسريانية تعتبر من الأهم من نوعها في العصور الوسطى، وكذلك ابن العبري الذي ألف العديد من الكتب في اللاهوت والطبيعيات لعل أهمها «زبدة العلم» (ܚܐܘܬܐ ܕܚܟܡܬܐ حوثو دحکمثو) الذي يتناول جميع العلوم المعروفة وكذلك كتاب «تاريخ مختصر الدول» بالعربية والسريانية، وهو حوليات في تاريخ الحضارات القديمة.
غير أن الكتابات بالسريانية اختفت بسقوط الدولة العباسية ولم تظهر أعمال هامة بالسريانية حتى القرن التاسع عشر عندما انتشرت عدة جرائد بالسريانية ومنها «شعاع النور» (ܙܗܪܝܪܐ ܕܒܗܪܐ زهريرا دبهرا) سنة 1849 ومن ثم تلتها «صوت الحق» (ܩܐܠܐ ܕܫܪܐܪܐ قالا دشرارا) و«الكوكب» (ܟܘܟܒܐ كخڤا) في أورميا،
كما انتشرت الجرائد السريانية بشكل أقل خلال القرن التاسع عشر في داخل الدولة العثمانية وذلك بسبب التضييق عليها، ومن أهمها «نجمة المشرق» (ܟܘܟܒ ܡܕܢܚܐ كوكب مدنحو) في آمد. كما ظهرت في نفس الفترة عدة شخصيات، خاصة من أبناء الكنيسة الكلدانية ممن قاموا بكتابة معاجم وتفاسير باللغة السريانية مثل توما أودو وأداي شير وأوجين منا وألفونس منغنا.
في الثقافة العراقية الشعبية ظهرت العديد من الشخصيات المسيحية الفلكلورية الأسطورية في مجموعة متنوعة من القصص الشعبية والأشعار منها على سبيل ألف ليلة وليلة التي تحتوي على شخصيات أدبية مسيحية خيالية مشهورة منها السمسار القبطي والخطاط السرياني وحكاية الأميرة شيرين ورهبان عمورية وتتكرر شخصية الطبيب والتاجر المسيحي بكثرة وتضمنت الشخصيات المسيحية الخيالية مسيحيين من بغداد وسائر العالم الإسلامي ومن روم الإمبراطورية البيزنطية.

## مواقع خارجية
- HUGOYE: Journal of Syriac Studies
- Syriac Literature
- Beth Mardutho: The Syriac Computing Institute